# Mao-tun

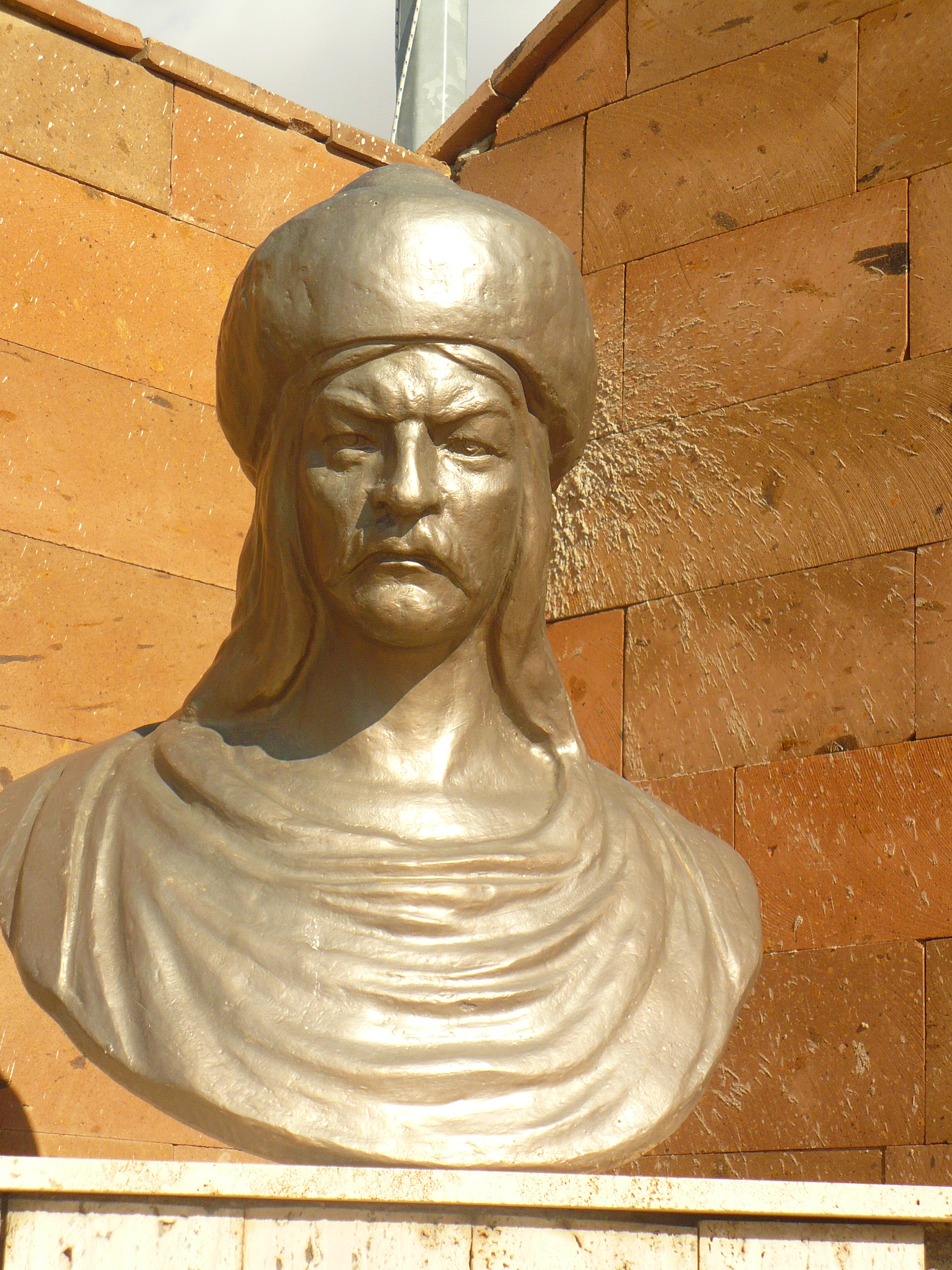
Fiktive, symbolische Büste von Mao-tun

Mao-tun, auch Mao-dun oder bei lautschriftlicher Lesart der chinesischen Überlieferung des Namens 冒頓 Ma-To (* 234 v. Chr.; † 174 v. Chr.), war Herrscher (Titel: Chanyu) des Stammesverbands der Xiongnu von 209 v. Chr. bis zu seinem Tod. Mao-tuns Leben ist ausschließlich in Quellen der verfeindeten Chinesen überliefert, so auch der Name, sein selbst verwendeter Name ist unbekannt.

## Leben
Mao-tuns Vater Tu-men Tengriqut (T'ou-man; reg. 240 – 209 v. Chr.) hatte in den letzten Jahrzehnten des 3. Jahrhunderts erstmals die vorher verfehdeten Xiongnu-Stämme in einer lockeren Föderation vereinigt. 209 v. Chr. folgte ihm sein Sohn Mao-tun im Amt. Die chinesischen Quellen werfen Mao-tun vor, seinen Vater in einer blutigen Revolte gestürzt und ermordet zu haben.
Mao-tun schuf angeblich einen straff organisierten Hofstaat und eine schlagkräftige Armee, mit der er die Wirren im chinesischen Reich am Ende der Qin-Dynastie zu großen territorialen Gewinnen ausnutzen konnte. Er eroberte das Ordos-Plateau mit Quellflüssen und dem Oberlauf des Gelben Flusses und die östlichen Abschnitte der unter Qin Shihuangdi ab 214 v. Chr. errichteten Großen Mauer und unterwarf das Königreich Chu. In der mongolischen Steppe dehnte er seine Herrschaft bis zur Selenga, nach Südsibirien zu den Kirgisen, zur Dsungarei und im Westen bis an die Grenzen Turkestans aus.
Mao-tun nahm 200 v. Chr. auf einem Feldzug beinahe Han Gaozu, den ersten Kaiser der Han-Dynastie gefangen, der sich an die Spitze seines Heeres gestellt hatte, das wegen seiner modernen Streitwagen als besonders gefährlich galt. Die Xiongnu besiegten die zahlenmäßig weit überlegene chinesische Armee dank ihrer leichten und wendigen Reiterei und konnten von China in der Folge Tributzahlungen verlangen. Die Tributzahlungen beinhalteten, dass von nun an jeder Herrscher der Xiongnu eine kaiserliche Prinzessin erhielt. Außerdem wurde ein jährlicher Tribut von Lebensmitteln und Seide zugesagt; dafür sollten die Herrscher der Xiongnu auf Raubzüge in das chinesische Kaiserreich verzichten.
Mao-tun heiratete eine hochrangige Chinesin, möglicherweise eine Tochter Han Gaozus, und nach dem Tod des Kaisers warb er um dessen Witwe. Trotz der verwandtschaftlichen Beziehungen und der Tributzahlungen drangen die Xiongnu alljährlich in chinesisches Gebiet vor und plünderten einige Siedlungen. Neben Lebensmitteln war chinesische Seide das bevorzugte Gut.
Zudem besiegte Mao-tun die Donghu im mandschurischen Grenzgebiet und gliederte die Ostmongolei an (bis 190 v. Chr.). Zuletzt rühmte er sich, auch die Yuezhi im heutigen Gansu unterworfen zu haben, ebenso die Wusun (gegen 176 v. Chr.).
Unter Kaiser Han Wendi begann China 177 v. Chr. mit neuen groß angelegten Verhandlungen, die auch nach dem Tod Mao-tuns weitergingen, als sein Sohn Laosheng (Kayuk, Ki-ok, † 161 v. Chr.) die Macht über die Xiongnu übernahm.

## Trivia
Das Heer der Türkischen Streitkräfte trägt als symbolisches Gründungsdatum das Jahr 209 v. Chr. auf ihrem Emblem und bezieht sich damit auf die Heeresreform Mao-tuns.
Des Weiteren sind die Namen Mao-tun als Mete und seines Vaters Tu-men als Teoman populäre türkische Vornamen.